# Skurup
Skurup – miejscowość (tätort) w Szwecji, w regionie administracyjnym (län) Skania. Siedziba władz (centralort) gminy Skurup.
Miejscowość położona jest w południowej części prowincji historycznej (landskap) Skania, ok. 38 km na południowy wschód od Malmö przy drodze E65. Skurup wraz z obszarem gminy zaliczany jest, według definicji Statistiska centralbyrån (SCB), do obszaru metropolitalnego Malmö (Stor-Malmö).
Miejscowość rozwinęła się pod koniec XIX wieku wokół stacji Skurup, zbudowanej przy oddanej do użytku w 1874 linii kolejowej Malmö – Ystad (Ystadbanan).
W 2010 Skurup liczyło 7565 mieszkańców.